# MRF Challenge
MRF Challenge es un campeonato de monoplazas de automovilismo organizado por el Madras Motor Sports Club de la India. Disputa sus competencias principalmente en dicho país y cierra sus temporadas en el Circuito Internacional de Madrás, en Irungattukottai, Chennai (antes Madrás).
A lo largo de sus temporadas, han pasado algunos pilotos que luego han competido en Fórmula 1, como es el caso de Mick Schumacher (tercero en la temporada 2016-17). Entre otros pilotos destacados, se puede mencionar a Felipe Drugovich y Jamie Chadwick, ambos campeones del MRF Challenge.

## Campeones

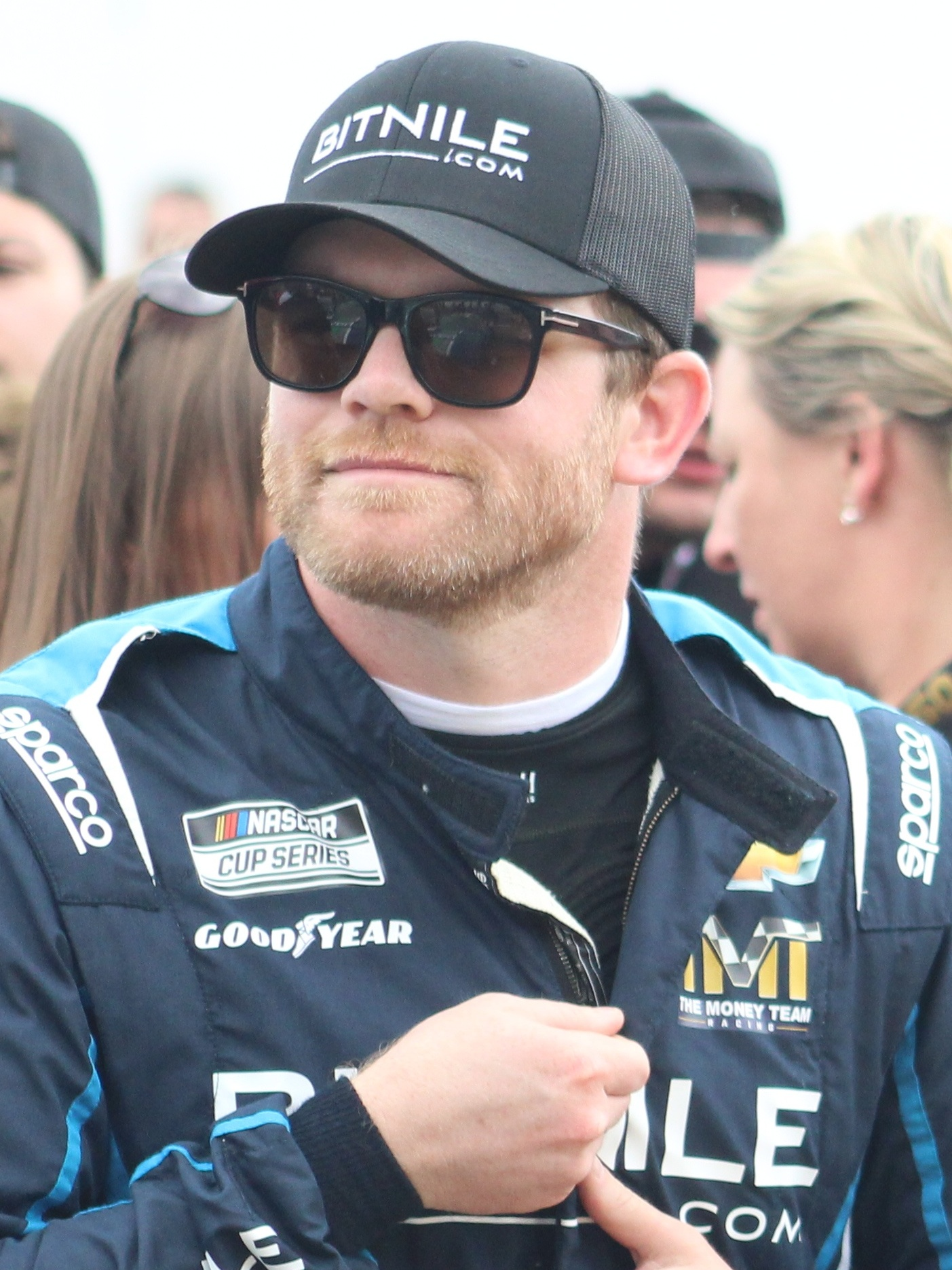
Conor Daly, ganador de la primera temporada (fotografiado en 2023, siendo piloto de IndyCar Series).

| Temporada | Campeón               |
| --------- | --------------------- |
| 2012-13   | Conor Daly            |
| 2013-14   | Rupert Svendsen-Cook  |
| 2014-15   | Toby Sowery           |
| 2015-16   | Pietro Fittipaldi     |
| 2016-17   | Harrison Newey        |
| 2017-18   | Felipe Drugovich      |
| 2018-19   | Jamie Chadwick        |
| 2019-20   | Michelangelo Amendola |
| 2022-23   | Sai Sanjay            |
| 2023      | Sandeep Kumar         |
| 2024      | Jaden Pariat          |